# Saint-Nicholas (Île-du-Prince-Édouard)
Saint-Nicholas est une municipalité à Île-du-Prince-Édouard, Canada. Il a été incorporé en 1991.